# Râul Ciurezu
Râul Ciurezu este un curs de apă, afluent al râului Nera. 